# Autophila eurytaenia
Autophila eurytaenia är en fjärilsart som beskrevs av Charles Boursin 1963. Autophila eurytaenia ingår i släktet Autophila och familjen nattflyn. Inga underarter finns listade i Catalogue of Life.